# Réfis Fraissinet
Réfis Fraissinet – francuski kierowca wyścigowy.

## Kariera
W wyścigach samochodowych Fraissinet poświęcił się głównie startom zaliczanym do klasyfikacji Mistrzostw Świata Samochodów Sportowych. W latach 1962-1965 Francuz pojawiał się w stawce 24-godzinnego wyścigu Le Mans. Pierwszy raz dojechał do mety w 1964, kiedy to stanął na drugim stopniu podium w klasie GT +3.0. Rok później odniósł zwycięstwo w klasie P +5.0, a w klasyfikacji generalnej był dziewiąty.